# 郭庭梧
郭庭梧（1529年—1596年），字子材，号养斋，河南衛輝府新鄉縣人，民籍，明朝政治人物。

## 生平
嘉靖三十四年（1555年）乙卯科河南鄉試第七十八名。嘉靖四十四年（1565年）乙丑科三甲第一百六十六名進士。户部观政，本年八月任山西曲沃知县，有廉直声。隆庆二年（1568年）九月擢广东道监察御史，差巡按陕西。万历元年（1573年）八月復除本道，九月差巡按云南，四年四月巡视京营，七月监顺天府乡试，五年三月差南京畿道刷卷。六年九月升顺天府丞，八年闰四月升通政司謄黄右通政。九年二月调南京用，四月丁忧。十二年三月調補南京右通政，十四年三月升大理寺少卿，十五年正月升右佥都御史、巡抚贵州，二月丁忧。二十四年丙申卒，享年六十八，賜祭葬如例。有《曲水园诗文集》。卒祀乡贤。
曾参劾鄒應龍，导致其削籍。

## 家族
曾祖父郭瀾；祖父郭汝靖，教授；父郭從可，教諭、封御史，贈右通政。母趙氏，敕封太孺人，誥封太恭人。弟庭檟（壽官）、庭桧（增广生）。